# Rituals (Film)
Rituals (auch: Das Ritual, OT: Rituals in den USA, The Creeper in Kanada) ist eine US-amerikanische/kanadische Koproduktion von Peter Carter. Der 1977 gedrehte Film ist dem Backwoods-Genre zuzuordnen und hat eine ähnliche Story wie Beim Sterben ist jeder der Erste.

## Handlung
Harry, Mitzi, Abel sowie die beiden Brüder Martin und DJ, allesamt ehemalige Studienkollegen und zum Teil hochdotierte Ärzte, treffen sich wie jedes Jahr zu ihrem gemeinsamen Abenteuerurlaub. Diesmal geht es zu einem abgelegenen und unwegsamen Kratersee, der durch eine Talsperre vom Rest der Zivilisation abgeschnitten wird. Mit einer leichten Maschine werden die fünf Männer abgesetzt und wollen sich nun sieben Tage durch die Wildnis schlagen. Die erste Etappe gelingt ohne größere Probleme, beim Nachtlager wird gefeiert, gestritten und Schabernack getrieben. Doch am nächsten Morgen sind die Wanderschuhe verschwunden. Trotz DJs Anweisung hat niemand außer ihm ein Ersatzpaar dabei und so macht sich DJ alleine auf den Weg zur Talsperre um Hilfe zu holen. Die restlichen Männer bleiben alleine im Lager zurück. 
Am nächsten Morgen hat jedoch jemand einen Tierkadaver zum Äskulapstab ausstaffiert. Die Männer beschließen DJ zu folgen, als plötzlich ein Wespennest vom Baum fällt und die Männer zum Fluss treibt. Als die Gefahr gebannt ist, ist Abel tot. Alle Reanimationsversuche scheitern, sein Genick ist gebrochen. Die Männer vermuten Fremdeinwirkung und beschuldigen sich gegenseitig, gehen dann jedoch gemeinsam weiter. An einem Fluss entdecken sie DJs Seil und versuchen sich daran entlang über den Fluss zu hangeln. Dies wird durch den ständig betrunkenen Martin erschwert, der dann auch in eine im Fluss versteckte Bärenfalle tritt, die ihn schwer verletzt. Mitzy und Harry beschließen ihn mitzunehmen und über den Fluss zu transportieren. Als Harry und Mitzy in Streit geraten, treibt Martin ab und wird den Fluss entlang getrieben. Die beiden können ihn zwar wieder einfangen, doch Martin leidet nun an starkem Fieber, ausgelöst durch die Todesangst und die voranschreitende Infektion. Weitere Seltsamkeiten ereignen sich, so wird dem bewusstlosen Martin ein militärischer Verdienstorden angelegt und es tauchen Röntgenbilder von 1945 auf. Den beiden Männern wird zunehmend klar, dass sich ein ehemaliger Soldat an ihnen für Behandlungsfehler rächen will, die andere begangen haben. Mit Martin im Schlepptau gestaltet sich das Vorankommen schwierig. Mitzy und Harry geraten immer wieder in Streit, wobei Harry den bewusstlosen Freund nicht aufgeben will.
Sie erreichen schließlich den Staudamm, doch dieser scheint verlassen. Auf einer Anhöhe wurde DJ schwer verletzt an einen Stuhl gebunden. Harry sieht keine andere Möglichkeit als seinen Freund zu töten, um ihm weiteres Leid zu ersparen. Mitzy verschwindet derweil. Erschöpft und kraftlos legt sich Martin in einem verlassenen Gebäude zur Ruh, als er plötzlich jemand das Gebäude betreten sieht. Er attackiert ihn mit einer Axt, muss jedoch feststellen, dass er einen blinden, hilflosen Mann namens Jesse tödlich getroffen hat. Dieser erzählt ihm im Sterben von seinem Bruder Matthew, der sich um ihn kümmert, jedoch seit dem Krieg nicht mehr derselbe sei. Matthew kommt dann auch tatsächlich, doch Harry kann ihn abwehren, wird jedoch selbst schwer an einer Arterie verletzt und droht zu verbluten. Während er die Blutung zu stoppen versucht, fleht ihn Mitzy an, der von Matthew gefangen wurde und nun über einem Feuer festgebunden wurde. Harry schafft es nicht, die Blutung rechtzeitig zu stoppen und sein Freund verbrennt. Als Matthew nun in das Gebäude kommt, um ihn auch zu ermorden, kann Harry diesen mit einer Schrotflinte töten.

## Hintergrund
Die Krateraufnahmen stammen von Batchawana Bay in Ontario, Kanada. Der Film wurde bereits 1976 fertiggestellt, erschien aber erst ein Jahr später.
Rituals ist offensichtlich angelehnt an den fünf Jahre vorher veröffentlichten Film Beim Sterben ist jeder der Erste. Der Film wurde nur unzureichend vertrieben und galt lange Zeit als verschollen. 1982 erschien der Film in einer gekürzten Fernsehfassung in den Vereinigten Staaten auf Video, während die kanadische Veröffentlichung zumindest ungekürzt war.
Eine deutschsprachige Synchronfassung erschien erst 2006 über X-Gabu-Video, wurde dann von X-Rated 2007 neu aufgelegt und wird heute über KNM vertrieben.

## Kritiken
Der 1977 gedrehte Film wurde von Horrorschriftsteller Stephen King in dem Sachbuch Danse Macabre als dessen liebster B-Movie bezeichnet. Die Kritiken fielen dagegen eher mager aus. Als der Film in Kanada 1982 auf Video veröffentlicht wurde, wurde er von den Filmkritikern Gene Siskel und Roger Ebert attackiert, die ihn zwei Mal hintereinander als Dog of the Week titulierten.